# Ropinirol
Ropinirol, vendido sob o nome comercial Requip, é um medicamento usado para tratar a doença de Parkinson (DP) e síndrome das pernas inquietas (SPI). Na DP, a dose deve ser ajustada de acordo com o efeito desejado e o tratamento não deve ser interrompido abruptamente. É administrado por via oral.
Os efeitos colaterais mais comuns são sonolência, vômito e tontura. Os efeitos colaterais graves, ocorridos com menor frequência, podem incluir jogo patológico, hipotensão postural e alucinações. O uso de ropinirol durante a gravidez e a amamentação não possuem segurança confirmada por estudos. É um agonista da dopamina, ativando principalmente os receptores D2.
Foi aprovado para uso médico nos Estados Unidos em 1997. O ropinirol está disponível como um medicamento genérico. Em 2018, foi o 116º medicamento mais prescrito nos Estados Unidos, com mais de 6 milhões de prescrições.

## Usos médicos
O ropinirol é utilizado principalmente no tratamento da doença de Parkinson, síndrome das pernas inquietas e para mitigar sintomas extrapiramidais decorrentes do uso de antipsicóticos. Também pode ser prescrito para inibir efeitos colaterais causados por inibidores seletivos da recaptação da serotonina (ISRS), como a síndrome de Parkinson, além da disfunção sexual e erétil causada por antipsicóticos ou ISRSs.

## Farmacologia
Ropinirol atua como agonista dos receptores de dopamina D2, D3 e D4, com maior afinidade para os receptores D3, que são encontrados principalmente no sistema límbico. Exerce efeito fraco nos receptores 5-HT2 e α2, enquanto não tem afinidade significativa para os receptores 5-HT1, GABA, mAChRs, α1 e β-adrenoreceptores.